# In pectore
In pectore (лат. in pectore — в груди) — латинское выражение, переводимое  как «в груди», «в сердце», «в тайне». Выражение появилось в 1536 году в качестве термина Римской курии для того, чтобы обозначить кардинала, которого Папа назначил своим секретным решением. Если Папа об этом не сообщил до своей смерти Консистории, то такое назначение считается недействительным.

## Статус кардиналов «in pectore» в Кодексе канонического права
§ 3 Канона 351 гласит: «Лицо, возводимое в кардинальское достоинство, о назначении которого — сохраняя в тайне его имя — объявляет Римский Понтифик, временно не несёт никаких обязанностей Кардиналов и не пользуется никакими их правами. Однако после оглашения Римским Понтификом его имени на него возлагаются эти обязанности и ему предоставляются эти права, причём право старшинства принадлежит ему с того дня, когда было объявлено о его назначении без провозглашения имени».

## Кардиналы «in pectore» в XX веке
В отличие от предшественников XIX века, папы в XX веке редко посвящали кардиналов «in pectore». Так, Пий X, Бенедикт XV и Пий XI сделали лишь по одному подобному назначению (все из которых были позднее объявлены). Каждое из них было обусловлено стремлением избежать политических осложнений. В 1911 году тайным кардиналом стал патриарх Лиссабона Антониу Мендеш Беллу, находившийся в изгнании после отделения церкви от государства в результате Португальской революции (после возвращения в Лиссабон в 1914 году назван). В 1916 году в кардинальский сан был тайно посвящён архиепископ Бреслау Адольф Бертрам, поскольку Италия находилась на тот момент в состоянии войны с Германией, и назначение немецкого кардинала могло бы вызвать нежелательную реакцию итальянских властей (по окончании войны в 1919 году Бертрам был также назван). В 1933 году кардиналом «in pectore» стал папский нунций в Испании (где в это время обострились отношения между церковью и левыми республиканскими властями) Федерико Тедескини, который был назван после прихода к власти более консервативных сил в 1935 году. Пий XII не возвёл в кардинальский сан тайно никого, а Иоанн XXIII посвятил трёх кардиналов «in pectore» в 1960 году, но до конца жизни не объявил их имена.

### Кардиналы «in pectore» в понтификат Павла VI
Павел VI активно использовал возведение кардиналов «in pectore» для поощрения тех иерархов, кто в это время был преследуем коммунистическими режимами, а официальное объявление  о назначении  могло бы повредить их безопасности. В 1969 году сан кардинала тайно получили румынский униатский епископ Клуж-Герлы Юлиу Хоссу, находившийся под домашним арестом (уже в 1970 году он скончался, не успев стать кардиналом официально) и епископ Литомержице Штепан Трохта, доживший до момента, когда в 1973 году Павел VI раскрыл оба посвящения. В 1976 году были посвящены архиепископ Ханоя Иосиф Мария Чинь Ньы Кхюе, уже через месяц раскрытый на ближайшей консистории, и апостольский администратор Праги Франтишек Томашек (открытый в 1977 году). Иоанн Павел I за свой месячный понтификат посвятить никого тайно не успел.

### Кардиналы «in pectore» в понтификат Иоанна Павла II
За 27 лет понтификата Иоанн Павел II возвел в кардинальский сан «in pectore» четырёх человек. Имена троих были позже названы.
- Первым кардиналом «in pectore» при Иоанне Павле II стал архиепископ Шанхайский Игнатий Гун Пиньмэй, который 30 лет провёл в китайской тюрьме. Папа римский сделал его кардиналом в 1979 году, но обнародовал его имя только в 1991 году.
- В 1998 году тайными кардиналами стали Мариан Яворский, архиепископ Львовский (латинского обряда), и Янис Пуятс, архиепископ Рижский. Их имена стали известны общественности только 28 января 2001 года.
- Имя четвёртого кардинала «in pectore» до сих пор остается тайной. Известно только, что своё назначение он получил во время последней при жизни Иоанна Павла II консистории в октябре 2003 года. Иоанн Павел II не объявил его имени ни при жизни, ни в завещании, обнародованном после его смерти, так что, кем бы ни был этот человек, его кардинальский сан утратил силу с кончиной папы 2 апреля 2005 г. Согласно одной из версий, это был близкий друг папы, руководитель его канцелярии поляк Станислав Дзивиш. В любом случае 24 марта 2006 года преемник Иоанна Павла Бенедикт XVI сделал Дзивиша кардиналом открыто. По другой версии, это один из российских католических епископов — Иосиф Верт, епископ немецкого происхождения, чья кафедра находится в Новосибирске[источник не указан 4008 дней]. Бывший епископ РПЦ Диомид (Дзюбан) неоднократно утверждал, что тайным кардиналом является патриарх Кирилл[1][2].

В свою очередь, Бенедикт XVI и Франциск (по имеющимся данным) не совершили ни одного тайного кардинальского посвящения.